# Fortalesa fenícia del cabeço petit de l'Estany
El jaciment arqueològic del cabeço petit de l'Estany és un xicotet nucli emmurallat de l'edat del ferro dels segles VIII i VII a. C., situat en un pujol, a la partida de la Raconada, sobre el marge dret del Segura, a uns 2 quilòmetres a l'oest de Guardamar del Segura (Baix Segura, País Valencià).
Des del segle ix aC, els fenicis van freqüentar les costes de la península ibèrica a la recerca de matèries primeres, principalment metalls, que van obtindre gràcies a l'intercanvi amb la població local. Aquest poble comerciant, caracteritzat per dominar les tècniques de navegació i per ser transmissors culturals entre orient i occident, van alçar una successió d'enclavaments a la costa. Per a això, van triar llocs elevats al costat de les desembocadures dels rius i illots propers a terra ferma. En ocasions, van erigir potents fortificacions per protegir, emmagatzemar i redistribuir els beneficis de la seua activitat econòmica.
A la fi del segle ix aC, es constaten els primers indicis de la presència fenícia a l'estuari del Segura, gràcies a l'obtenció d'algunes datacions de C14 en les excavacions arqueològiques realitzades entre 2013 i 2017. El lloc va haver de semblar-los molt apropiat: estava assenyalat per un tossal costaner, que suposava una referència visual per a la navegació on hui s'alça el Castell de Guardamar del Segura, i on van poder fundar ja un santuari empòric. Aquest santuari es reconeix sota els nivells medievals i ibèrics: en les excavacions han aparegut diversos materials arqueològics fenicis (peses de teler, elements metàl·lics, plats de vernís roig, etc.). Als seus peus, s'obria un entorn natural privilegiat, molt fèrtil i amb aigües de poc calat, que permetia els fenicis fondejar les seues embarcacions. A l'oest i al sud s'alçaven diverses serres, riques en metalls, on a més es localitzaven alguns poblats natius, tan necessaris per entaular aquestes incipients relacions comercials. I molt més a prop, diverses llacunes on obtindre fàcilment sal, indispensable per conservar els aliments que portaven en les seues llargues travessies.
Al sud de l'estuari, en un xicotet tossal, van trobar el lloc perfecte per alçar una d'aquestes factories primigènies: el cabeço petit de l'Estany. Els estudis més recents assenyalen el caràcter costaner i portuari d'aquest jaciment, del que només els sediments arrossegats pel riu l'han separat uns 2 km de la línia de costa actual. L'enclavament apareix fortament fortificat des de la zona d'accés terrestre, pel sud, amb unes muralles altament dissuasives que subratllaven la presència d'una població exògena.
Sobre la superfície rocosa, els fenicis van dissenyar un pla urbà àgil i flexible, que ja havien posat en pràctica en altres llocs, alguns molt llunyans. La fortificació era potent i funcional, amb capacitat per albergar a una petita comunitat humana que la poguera defensar sense problemes. A més, oferia l'espai necessari per emmagatzemar els productes del comerç.
La fortificació que s'observa respon a un model típicament oriental, molt similar a unes altres que es troben al Líban i Israel, com Khirbet Qeiyafa o la bíblica Hassor. S'adapta al terreny amb una cadència constructiva i una mètrica que era desconeguda en aquells dies a les terres d'Iberia. Per a la seua construcció, es van emprar les últimes tècniques arquitectòniques: murs a plomada, torres buides amb bancs, terraplens, places, cases de planta quadrada i un sistema mètric que partia d'una mesura orgànica, el colze (0,52 m), que els fenicis havien assimilat dels egipcis. La muralla presenta dos llenços paral·lels, i entre ells, es constaten uns espais rectangulars anomenats “casamates”, que amb una porta permetien emmagatzemar àmfores, odres i tots els objectes i matèries primeres obtinguts.
La muralla de casamates i bastions, de la qual tan sols es conserva una quarta part, indica que les relacions amb la població local no van haver de ser sempre amistoses: dins de les casamates, els arqueòlegs han detectat al costat de les restes de blat candial i ordi, altres llavors de males herbes, indicatives que els cereals es netejaven intramurs. D'això, podem inferir que la sensació de perill degué ser constant. Cap a mitjan segle viii aC, un petit terratrèmol va fer fracassar aquest projecte urbà que començava a créixer i a absorbir cada vegada més població, molta d'ella autòctona, al costat de les primeres generacions mestisses. La primera muralla de casamates es va esfondrar parcialment i alguns carrers van quedar envaïts amb enderroc i pedres, de manera que no van tornar a alçar-la igual.
Els habitants del vell enclavament fenici van construir contraforts i talussos, hui visibles, per tractar de seguir habitant-lo. En l'última fase, per damunt de les restes del terratrèmol es va alçar un taller metal·lúrgic de planta circular, on s'han localitzat diferents elements relacionats amb la copel·lació de la plata com a morters, picadors, toveres, coladors, un petit forn, àmfores i pitos per contindre aigua i restes de mineral amb presència de plom i argent. Malgrat això, la major part de la població va abandonar el lloc i va buscar-ne un de més idoni, més a prop de mar obert. No només el terratrèmol va influir en l'abandonament d'aquest enclavament; el cabeço començava a quedar-se menut, i la sedimentació del Segura feia cada vegada més difícil l'atracada dels vaixells. Aquesta suma de factors va haver de suposar el trasllat de la població a la Fonteta, on s'alçaria una altra muralla, ja pensada per suportar l'elevada sismicitat de la regió.

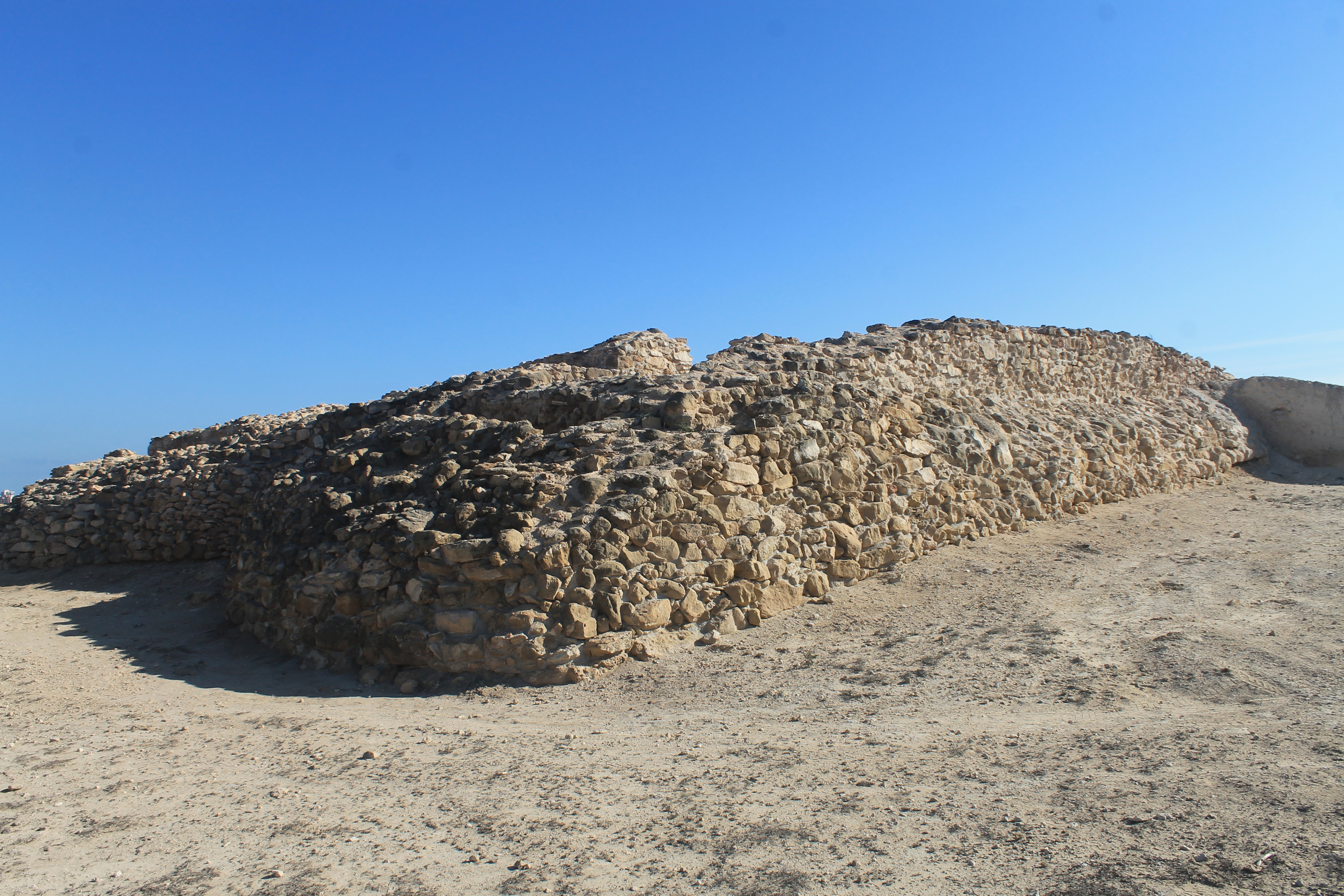
Muralla sud. Llenç en talús corresponent a la segona fase

Les excavacions apunten al fet que durant el segle VII a.C., un grup d'artesans encara habitava el poblat i es dedicava a la producció d'objectes metàl·lics en els seus forns i forges. El lloc, encara que parcialment abandonat, encara conservava dempeus la muralla, en forma de talús, juntament amb un gran tirant per sostindre els dos costats, i sobre el qual s'havia habilitat una escala per penetrar en la ciutadella. En aquest moment, es va construir una gran casa de planta circular amb bancs de toves, on es van dur a terme activitats artesanals. L'enorme creixement de la veïna Fonteta va haver de provocar l'abandonament definitiu i la ruïna de l'altre empori fenici.
Molt després, al segle i aC, una família de camperols romans va alçar el seu xicotet habitatge sobre les ruïnes del vell poblat fenici, segurament sense saber el que hi tenien a sota. El cabeço petit de l'Estany va quedar al subsòl, fins que una pedrera el va destruir quasi íntegrament a la fi del segle xx. No obstant això, gràcies als arqueòlegs i l'interés del poble de Guardamar del Segura han pogut recuperar-lo, i hui forma part del patrimoni cultural d'aquesta localitat.
Per les investigacions desenvolupades pel Museu Arqueològic de Guardamar i per la Universitat d'Alacant, sota la direcció d'Antonio García Menárguez i Fernando Prados Martínez, el jaciment és reconegut internacionalment. Gràcies a la seua protecció, s'ha convertit també en un recurs científic i cultural.